# Reprezentacja Stanów Zjednoczonych na Mistrzostwach Świata w Narciarstwie Klasycznym 2007
Reprezentacja Stanów Zjednoczonych na Mistrzostwach Świata w Narciarstwie Klasycznym 2007 liczyła 19 sportowców. Najlepszym wynikiem było 2. miejsce Billa Demonga w kombinacji norweskiej metodą Gundersena.

## Medale

### Złote medale
Brak

### Srebrne medale
- Kombinacja norweska, metodą Gundersena: Bill Demong

### Brązowe medale
Brak

## Wyniki

### Biegi narciarskie mężczyzn
Sprint
- Andrew Newell - 5. miejsce
- Torin Koos - 21. miejsce
- Chris Cook - 31. miejsce
- Lars Flora - 47. miejsce

Sprint drużynowy
- Torin Koos, Andrew Newell - 15. miejsce

Bieg na 15 km
- Lars Flora - 54. miejsce
- James Southam - 55. miejsce
- Kris Freeman - 62. miejsce
- Andrew Johnson - 77. miejsce

Bieg na 30 km
- Kris Freeman - 19. miejsce
- James Southam - 47. miejsce
- Lars Flora - 49. miejsce
- Andrew Johnson - 50. miejsce

Bieg na 50 km
- Kris Freeman - 12. miejsce
- Lars Flora - 35. miejsce
- James Southam - 48. miejsce

### Biegi narciarskie kobiet
Sprint
- Kikkan Randall - 22. miejsce
- Laura Valaas - 24. miejsce

Sprint drużynowy
- Laura Valaas, Kikkan Randall - 11. miejsce

Bieg na 10 km
- Lindsey Weier - 52. miejsce
- Sarah Konrad - 55. miejsce
- Caitlin Compton - 60. miejsce

Bieg na 15 km
- Kikkan Randall - 41. miejsce
- Lindsey Weier - 52. miejsce

Bieg na 30 km
- Caitlin Compton - nie ukończyła

Sztafeta 4 x 5 km
- Kikkan Randall, Laura Valaas, Caitlin Compton, Sarah Konrad - 14. miejsce

### Kombinacja norweska
Sprint HS 134 / 7,5 km
- Bill Demong - 13. miejsce
- Bryan Fletcher - 40. miejsce

HS 100 / 15.0 km metodą Gundersena
- Bill Demong - 2. miejsce
- Johnny Spillane - 20. miejsce
- Brett Camerota - 31. miejsce
- Eric Camerota - 44. miejsce

Kombinacja drużynowa
- Bryan Fletcher, Johnny Spillane, Eric Camerota, Bill Demong - 9. miejsce